# Mnium marginatum
Mnium marginatum là một loài Rêu trong họ Mniaceae. Loài này được (Dicks. ex With.) P. Beauv. mô tả khoa học đầu tiên năm 1805.

## Hình ảnh

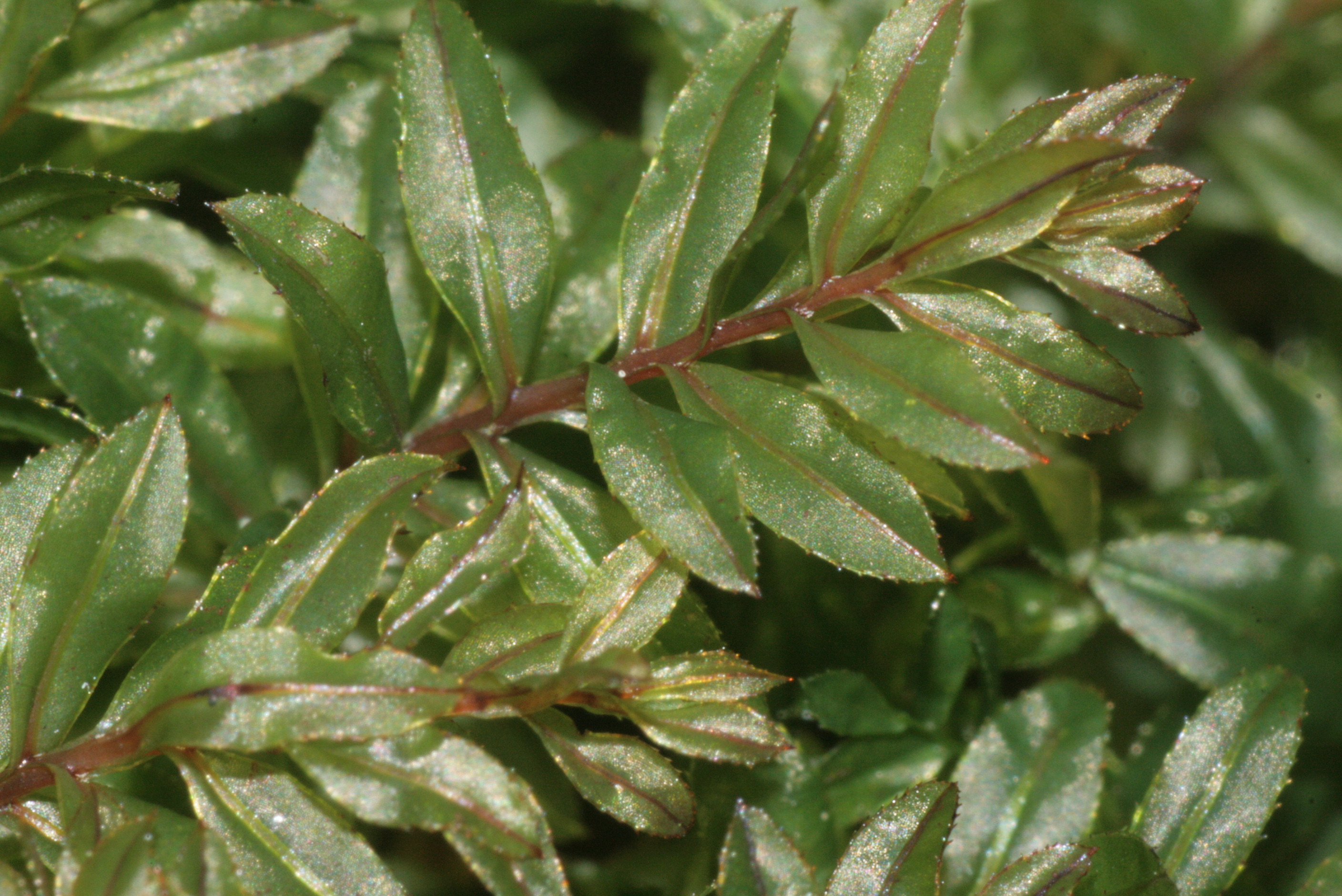
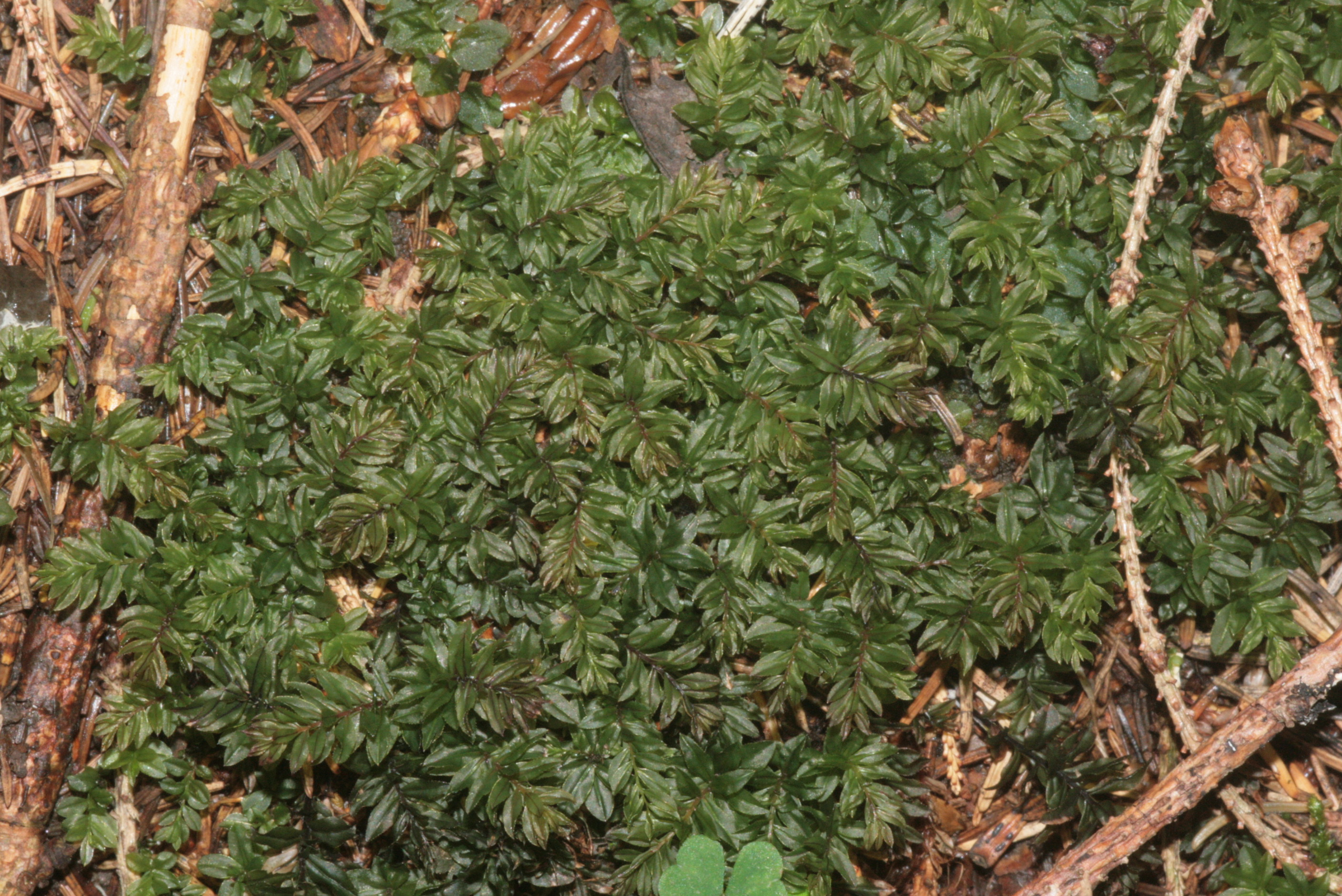
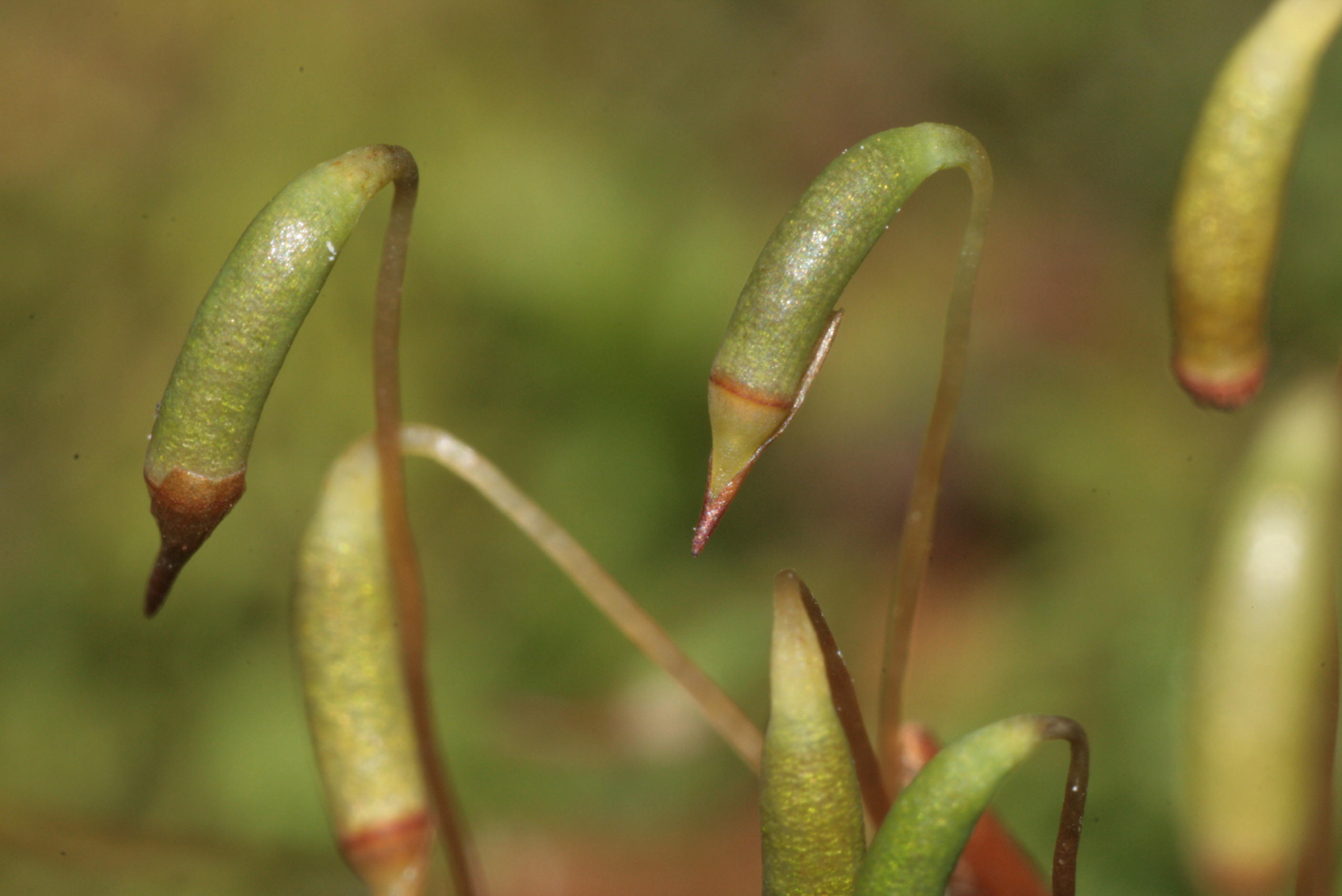
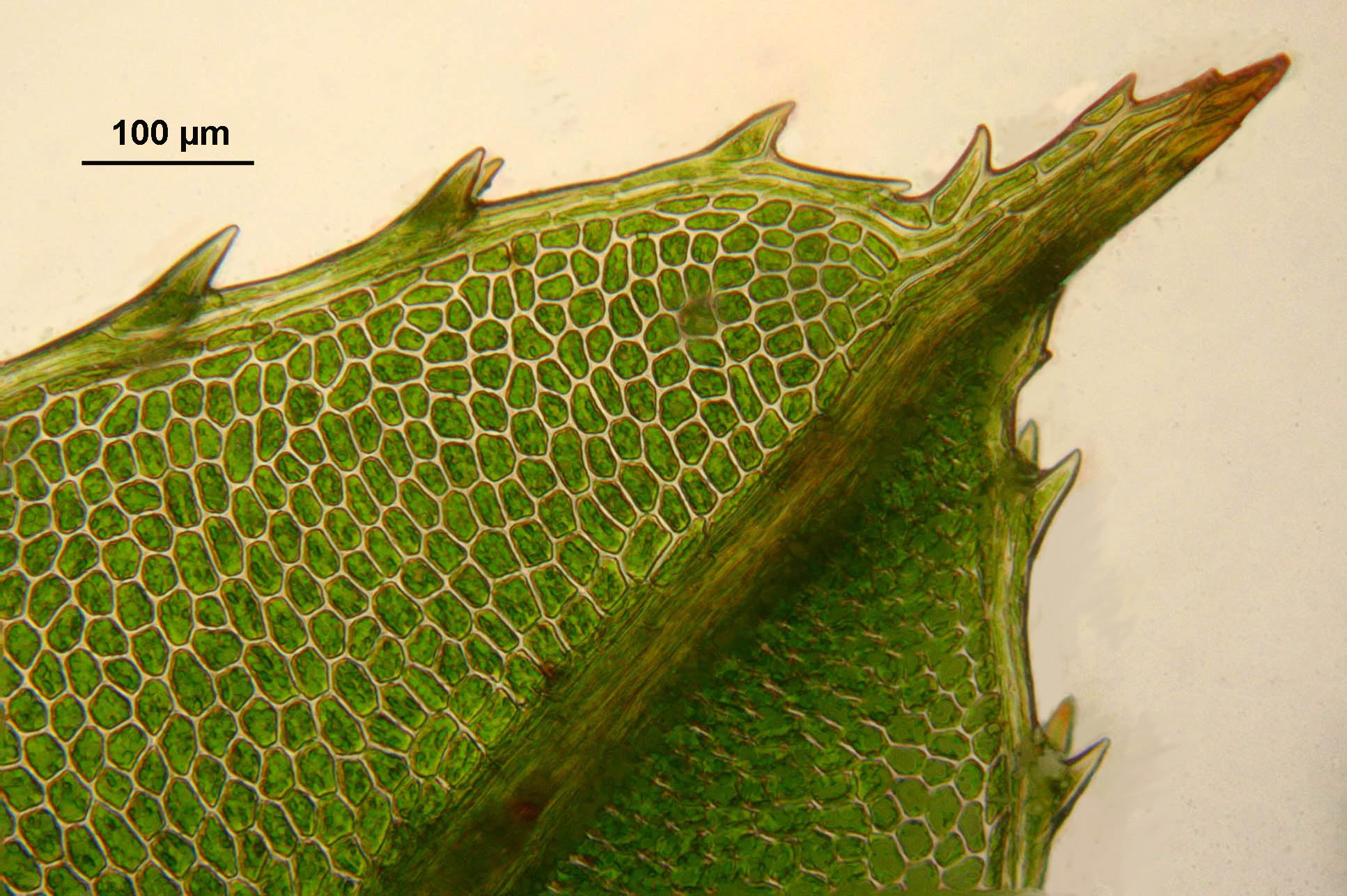